# Linnaemya setifrons
Linnaemya setifrons là một loài ruồi trong họ Tachinidae.